# Oxystophyllum tumoriferum
Oxystophyllum tumoriferum är en orkidéart som först beskrevs av Johannes Jacobus Smith, och fick sitt nu gällande namn av Mark Alwin Clements. Oxystophyllum tumoriferum ingår i släktet Oxystophyllum och familjen orkidéer. Inga underarter finns listade i Catalogue of Life.